# Montauriol (Pyrénées-Orientales)
Pour les articles homonymes, voir Montauriol.
Montauriol  est une commune française, située dans l'est du département des Pyrénées-Orientales en région Occitanie. Ses habitants sont appelés les Montauriolencs. Sur le plan historique et culturel, la commune est dans la région des Aspres, un minuscule territoire roussillonnais compris entre les sillons de la Têt au nord et du Tech au sud qui tire son nom de la nature caillouteuse de ses sols.
Exposée à un climat méditerranéen, elle est drainée par la Canterrane, le Réart, le ruisseau de Caratg et par divers autres petits cours d'eau. La commune possède un patrimoine naturel remarquable composé d'une zone naturelle d'intérêt écologique, faunistique et floristique.
Montauriol est une commune rurale qui compte 251 habitants en 2022, après avoir connu une forte hausse de la population depuis 1962. Elle fait partie de l'aire d'attraction de Perpignan. Ses habitants sont appelés les Montauriolencs ou  Montauriolenques.

## Géographie

### Localisation
La commune de Montauriol se trouve dans le département des Pyrénées-Orientales, en région Occitanie.
Elle se situe à 19 km à vol d'oiseau de Perpignan, préfecture du département, à 10 km de Céret, sous-préfecture, et à 7 km de Thuir, bureau centralisateur du canton des Aspres dont dépend la commune depuis 2015 pour les élections départementales.
La commune fait en outre partie du bassin de vie de Thuir.
Les communes les plus proches sont : 
Tordères (2,9 km), Llauro (3,3 km), Caixas (3,5 km), Oms (4,2 km), Fourques (4,6 km), Sainte-Colombe-de-la-Commanderie (4,7 km), Calmeilles (4,9 km), Castelnou (5,2 km).
Sur le plan historique et culturel, Montauriol fait partie de la région des Aspres. Compris entre les sillons de la Têt au nord et du Tech au sud, ce minuscule territoire roussillonnais tire son nom de la nature caillouteuse de ses sols.

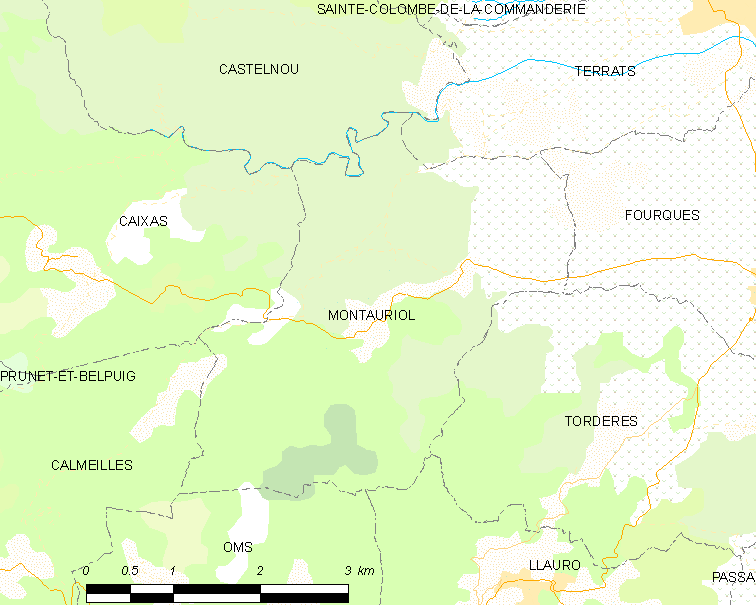
Situation de la commune.

| Castelnou  | Terrats    | Fourques |
| Caixas     | Montauriol | Tordères |
| Calmeilles | Oms        | Llauro   |

### Géologie et relief
Montauriol est en grande partie située dans une région de roches paléozoïques,.

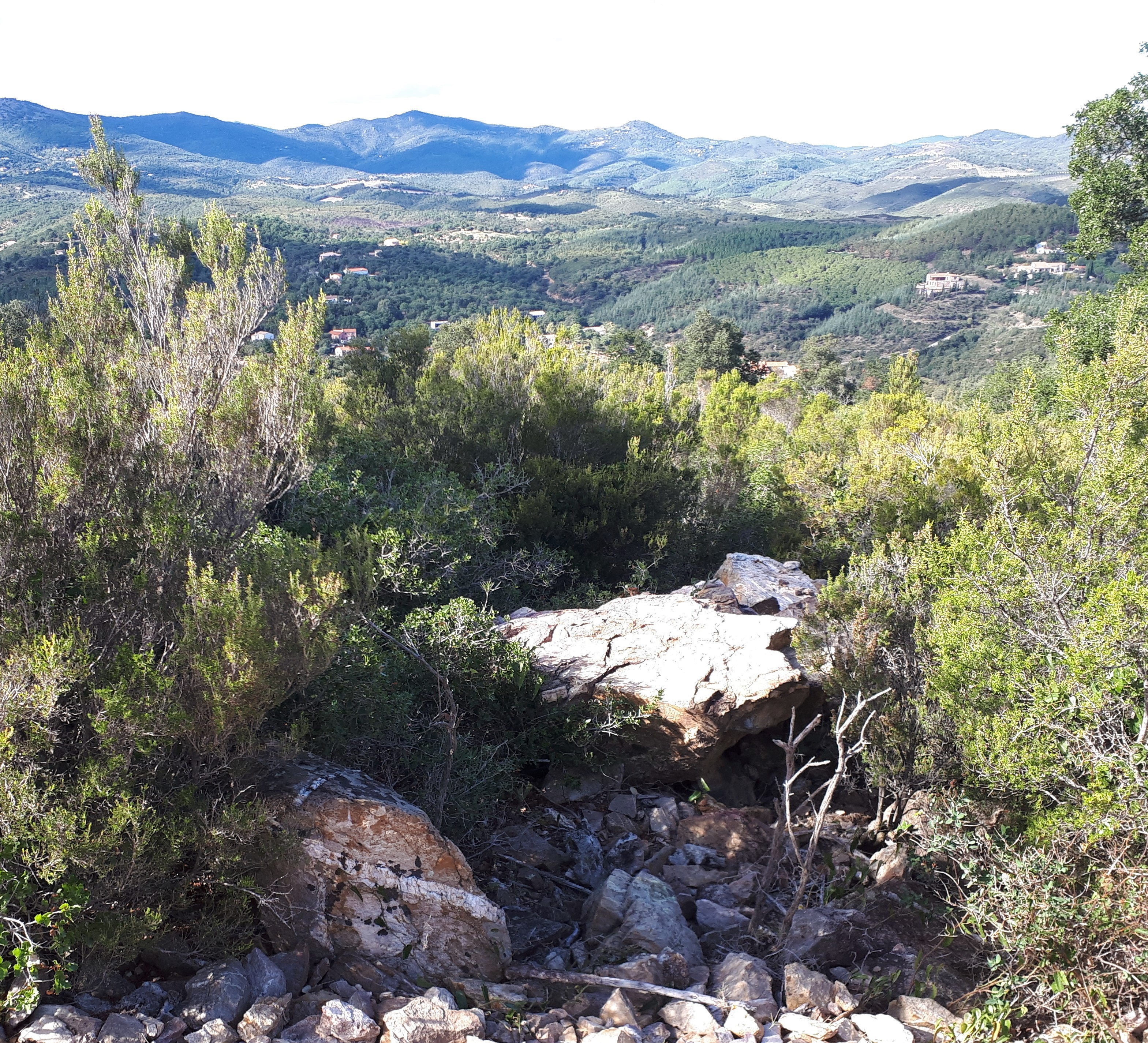
Vue du sommet d'el Caraig (Caratg) (alt. 318m), en direction de l'ouest, vers la partie supérieure du village de Montauriol. Les roches quartzitiques métamorphisées que l'on trouve ici sont issues de sédiments marins qui se sont déposés il y a environ 500 millions d'années.

Commune des Aspres, Montauriol se trouve à l'extrémité orientale de la chaîne pyrénéenne.

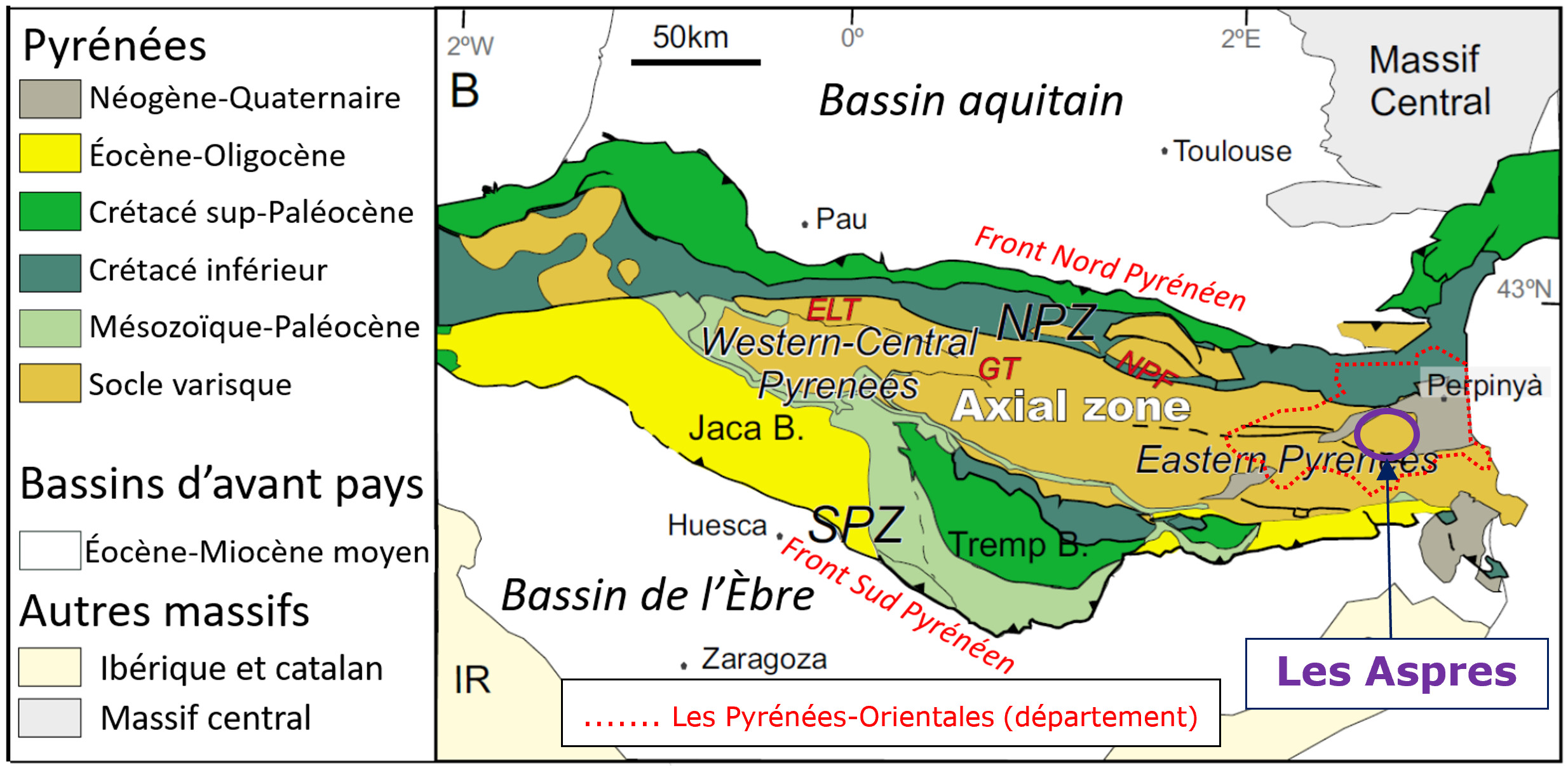
Localisation des Aspres sur une carte géologique simplifiée des Pyrénées.

Cependant, le secteur nord-est de la commune se trouve dans la plaine du Roussillon. Ici, les formations géologiques sont d'un âge beaucoup plus jeune (Miocène, Pliocène et Quaternaire).

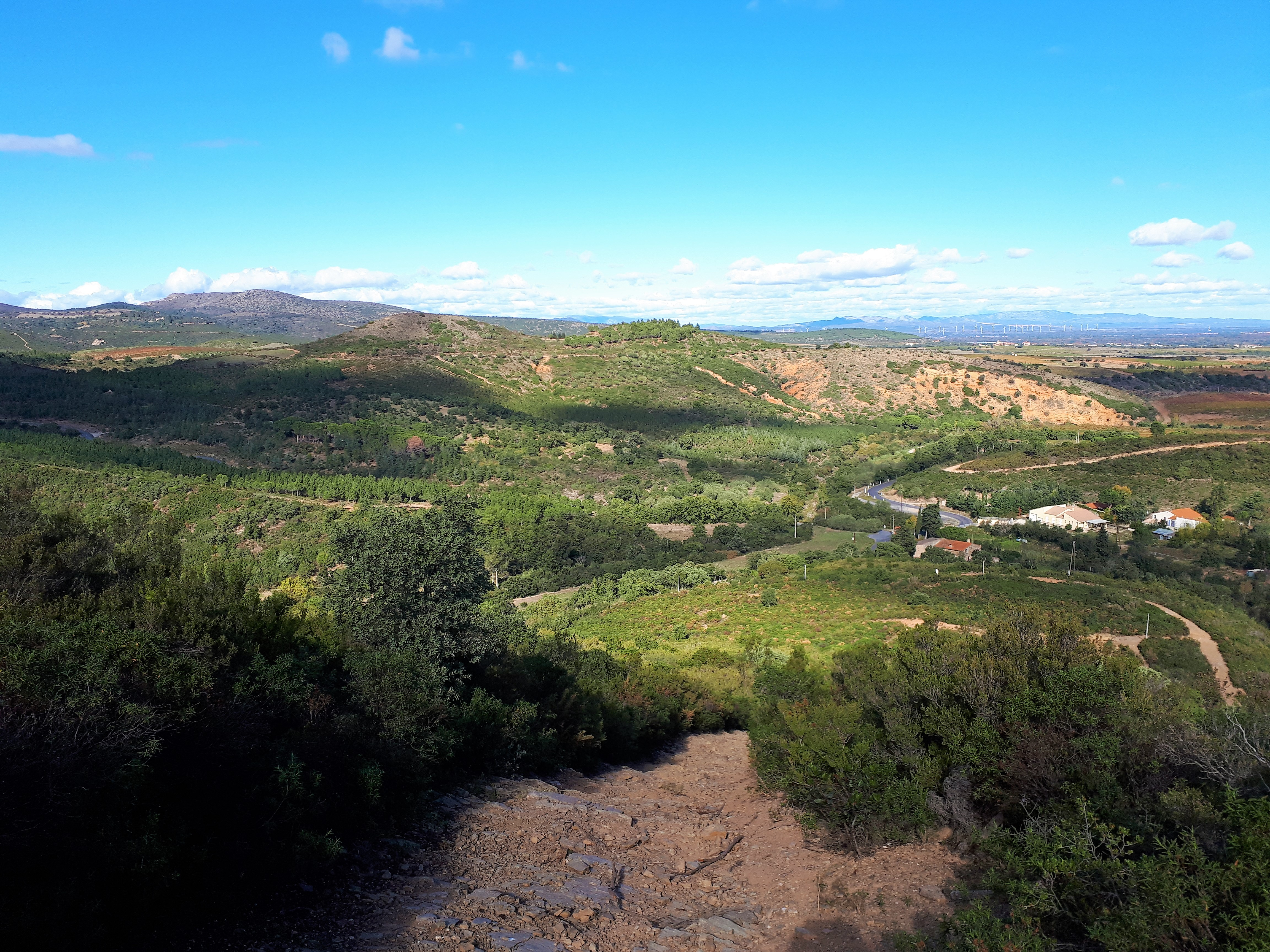
La ligne qui sépare les Aspres (Paléozoïque) de la plaine du Roussillon (Néogène) traverse la commune. À partir de ce point, à environ un kilomètre à l'est du village de Montauriol, on trouve des schistes gris du Cambrien au premier plan et des dépôts pliocènes ocre-rouge du Puig Tallat au second plan. (Le Roc de Majorque, sur des marbres dévoniens, près du village de Castelnou, est au fond à gauche).

La commune est classée en zone de sismicité 3, correspondant à une sismicité modérée.
Elle est constituée de collines et de vallées de taille modeste, le plus souvent boisées, avec des ruisseaux drainant vers le nord-est. Le terrain s'élève d'une altitude d'environ 150 mètres dans la partie nord-est de la commune, à près de 500 mètres dans le sud-ouest.

### Climat
Pour des articles plus généraux, voir Climat de l'Occitanie et Climat des Pyrénées-Orientales.
En 2010, le climat de la commune est de type climat méditerranéen franc, selon une étude du CNRS s'appuyant sur une série de données couvrant la période 1971-2000. En 2020, Météo-France publie une typologie des climats de la France métropolitaine dans laquelle la commune est exposée à un climat méditerranéen et est dans la région climatique Pyrénées orientales, caractérisée par une faible pluviométrie, un très bon ensoleillement (2 600 h/an), un air sec, particulièrement en hiver et peu de brouillards.
Pour la période 1971-2000, la température annuelle moyenne est de 14 °C, avec une amplitude thermique annuelle de 15,2 °C. Le cumul annuel moyen de précipitations est de 666 mm, avec 5,4 jours de précipitations en janvier et 4 jours en juillet. Pour la période 1991-2020, la température moyenne annuelle observée sur la station météorologique la plus proche, située sur la commune de Caixas à 3 km à vol d'oiseau, est de 15,5 °C et le cumul annuel moyen de précipitations est de 729,7 mm,. Pour l'avenir, les paramètres climatiques de la commune estimés pour 2050 selon différents scénarios d’émission de gaz à effet de serre sont consultables sur un site dédié publié par Météo-France en novembre 2022.

### Milieux naturels et biodiversité

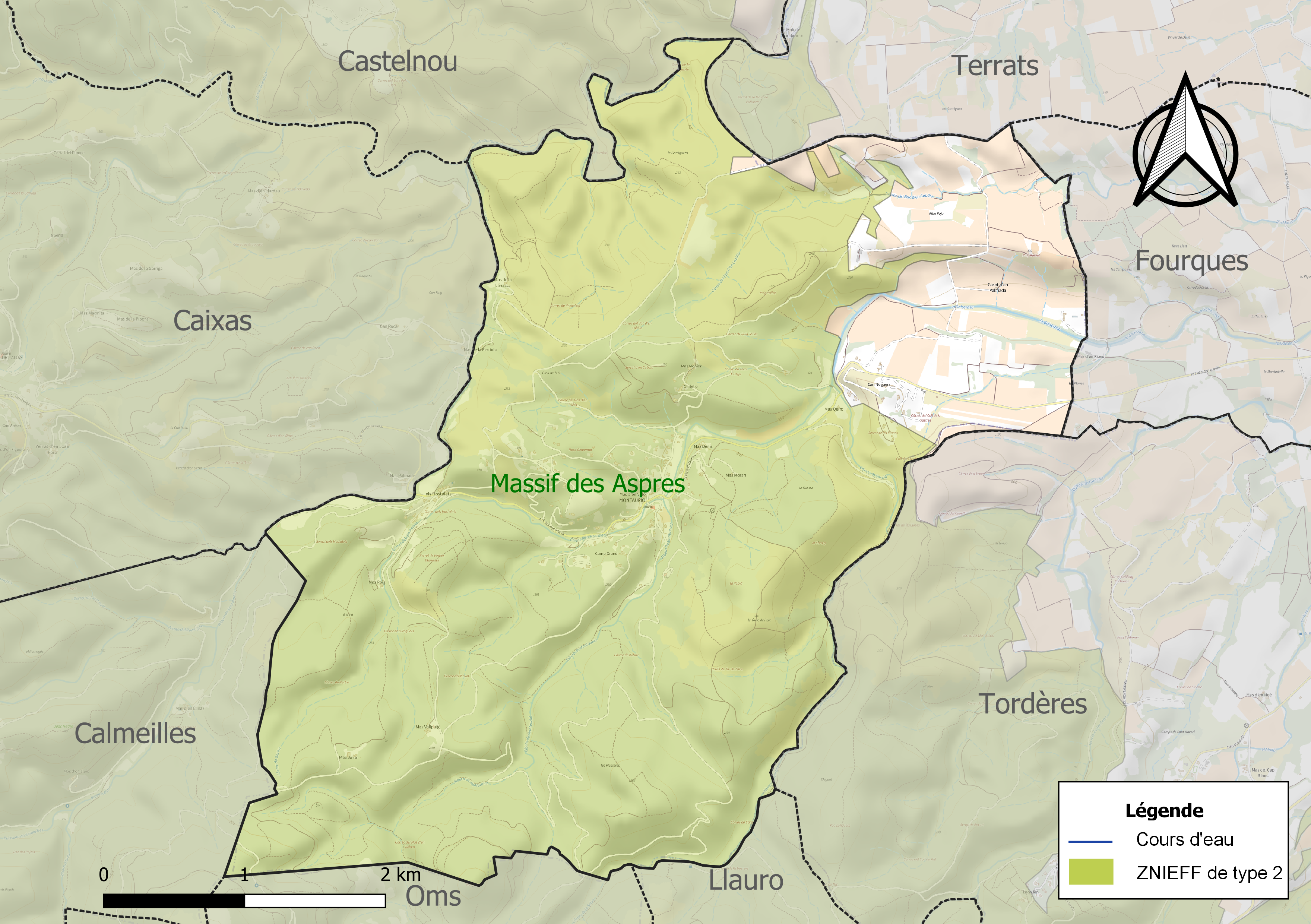
Carte de la ZNIEFF de type 2 localisée sur la commune.

L’inventaire des zones naturelles d'intérêt écologique, faunistique et floristique (ZNIEFF) a pour objectif de réaliser une couverture des zones les plus intéressantes sur le plan écologique, essentiellement dans la perspective d’améliorer la connaissance du patrimoine naturel national et de fournir aux différents décideurs un outil d’aide à la prise en compte de l’environnement dans l’aménagement du territoire.
Une ZNIEFF de type 2 est recensée sur la commune :
le « massif des Aspres » (28 819 ha), couvrant 37 communes du département.

## Urbanisme

### Typologie
Au 1er janvier 2024, Montauriol est catégorisée commune rurale à habitat dispersé, selon la nouvelle grille communale de densité à sept niveaux définie par l'Insee en 2022.
Elle est située hors unité urbaine. Par ailleurs la commune fait partie de l'aire d'attraction de Perpignan, dont elle est une commune de la couronne,. Cette aire, qui regroupe 118 communes, est catégorisée dans les aires de 200 000 à moins de 700 000 habitants,.

### Occupation des sols
L'occupation des sols de la commune, telle qu'elle ressort de la base de données européenne d’occupation biophysique des sols Corine Land Cover (CLC), est marquée par l'importance des forêts et milieux semi-naturels (77,2 % en 2018), une proportion sensiblement équivalente à celle de 1990 (78 %). La répartition détaillée en 2018 est la suivante : 
forêts (40,8 %), milieux à végétation arbustive et/ou herbacée (36,4 %), cultures permanentes (16,1 %), zones urbanisées (4,7 %), zones agricoles hétérogènes (2 %). L'évolution de l’occupation des sols de la commune et de ses infrastructures peut être observée sur les différentes représentations cartographiques du territoire : la carte de Cassini (XVIIIe siècle), la carte d'état-major (1820-1866) et les cartes ou photos aériennes de l'IGN pour la période actuelle (1950 à aujourd'hui).

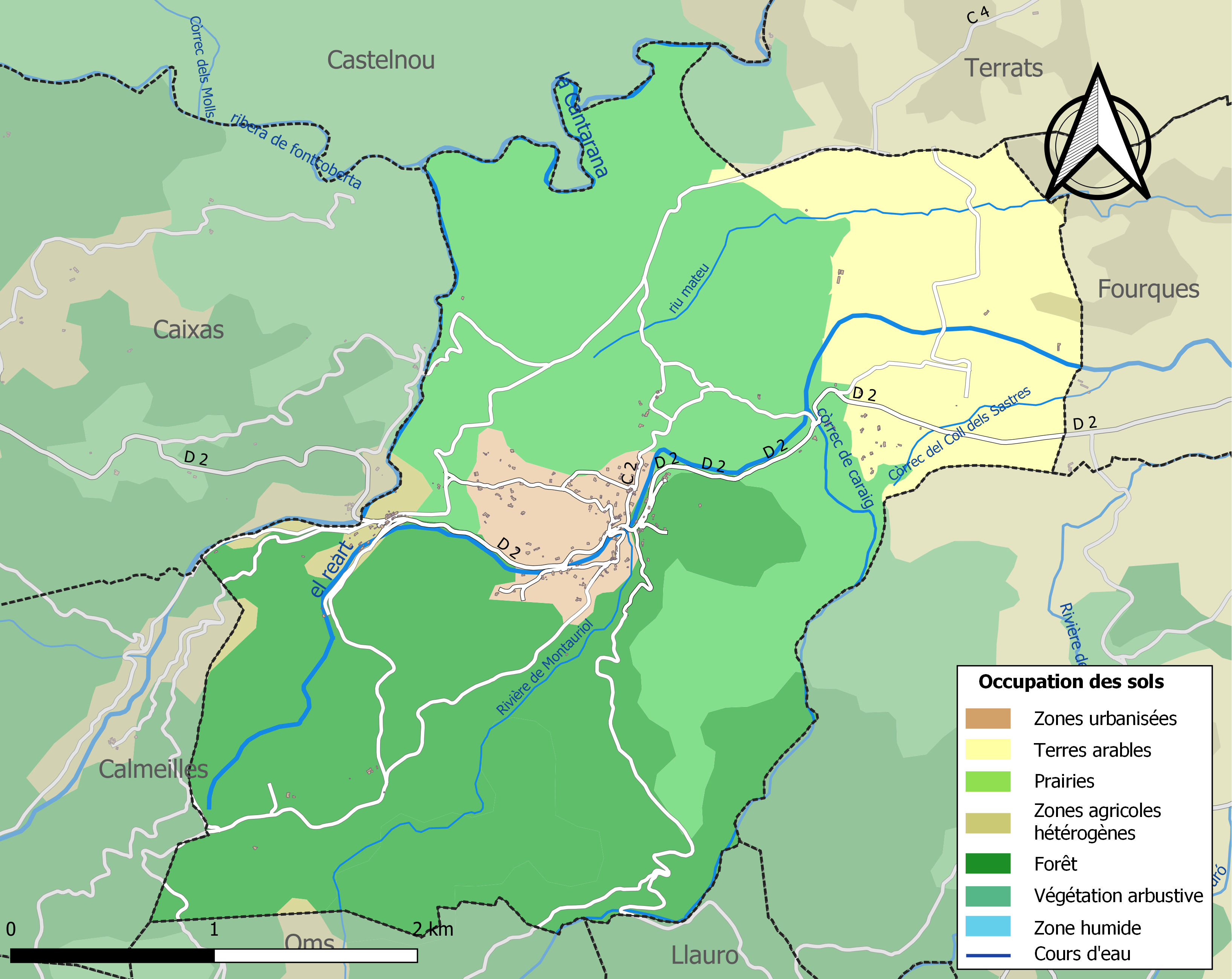
Carte des infrastructures et de l'occupation des sols de la commune en 2018 (CLC).

### Risques majeurs
Le territoire de la commune de Montauriol est vulnérable à différents aléas naturels : inondations, climatiques (grand froid ou canicule), feux de forêts, mouvements de terrains et séisme (sismicité modérée),.
Certaines parties du territoire communal sont susceptibles d’être affectées par le risque d’inondation par crue torrentielle de cours d'eau du bassin du Réart.
Les mouvements de terrains susceptibles de se produire sur la commune sont soit des glissements de terrains, soit des chutes de blocs.

## Toponymie
En catalan, le nom de la commune est Montoriol.

## Politique et administration
À compter des élections départementales de 2015, la commune est incluse dans le nouveau canton des Aspres.

### Liste des maires
| Période   | Période   | Identité        | Étiquette | Qualité |
| --------- | --------- | --------------- | --------- | ------- |
|           |           |                 |           |         |
| mars 2001 | mars 2008 | Francis Cazès   |           |         |
| mars 2008 | En cours  | Patrick Mauran, |           |         |

## Population et société

### Démographie ancienne
La population est exprimée en nombre de feux (f) ou d'habitants (H).
| 1365 | 1378 | 1470 | 1515 | 1553 | 1730 | 1755 | 1767  | 1789 |
| ---- | ---- | ---- | ---- | ---- | ---- | ---- | ----- | ---- |
| 22 f | 14 f | 6 f  | 3 f  | 3 f  | 8 f  | 19 f | 102 H | 16 f |

Notes :
- 1365 et 1378 : pour Montauriol et Taulis
- 1720 : comptée avec Oms

### Démographie contemporaine
L'évolution du nombre d'habitants est connue à travers les recensements de la population effectués dans la commune depuis 1793. Pour les communes de moins de 10 000 habitants, une enquête de recensement portant sur toute la population est réalisée tous les cinq ans, les populations de référence des années intermédiaires étant quant à elles estimées par interpolation ou extrapolation. Pour la commune, le premier recensement exhaustif entrant dans le cadre du nouveau dispositif a été réalisé en 2006.

En 2022, la commune comptait 251 habitants, en évolution de +6,36 % par rapport à 2016 (Pyrénées-Orientales : +3,92 %, France hors Mayotte : +2,11 %).
| 1793 | 1800 | 1806 | 1821 | 1831 | 1836 | 1841 | 1846 | 1851 |
| ---- | ---- | ---- | ---- | ---- | ---- | ---- | ---- | ---- |
| 103  | 99   | 111  | 146  | 150  | 191  | 229  | 241  | 166  |

| 1856 | 1861 | 1866 | 1872 | 1876 | 1881 | 1886 | 1891 | 1896 |
| ---- | ---- | ---- | ---- | ---- | ---- | ---- | ---- | ---- |
| 165  | 172  | 178  | 188  | 199  | 170  | 182  | 188  | 183  |

| 1901 | 1906 | 1911 | 1921 | 1926 | 1931 | 1936 | 1946 | 1954 |
| ---- | ---- | ---- | ---- | ---- | ---- | ---- | ---- | ---- |
| 203  | 165  | 164  | 123  | 125  | 128  | 118  | 104  | 85   |

| 1962 | 1968 | 1975 | 1982 | 1990 | 1999 | 2006 | 2011 | 2016 |
| ---- | ---- | ---- | ---- | ---- | ---- | ---- | ---- | ---- |
| 77   | 78   | 90   | 125  | 165  | 188  | 202  | 213  | 236  |

| 2021 | 2022 | - | - | - | - | - | - | - |
| ---- | ---- | - | - | - | - | - | - | - |
| 251  | 251  | - | - | - | - | - | - | - |

| selon la population municipale des années : | 1968 | 1975 | 1982 | 1990 | 1999 | 2006 | 2009 | 2013 |
| Rang de la commune dans le département      | 184  | 161  | 155  | 146  | 139  | 144  | 145  | 144  |
| Nombre de communes du département           | 232  | 217  | 220  | 225  | 226  | 226  | 226  | 226  |

### Manifestations culturelles et festivités
- Fête communale : lundi de Pentecôte[33].

## Économie

### Revenus
En 2018, la commune compte 102 ménages fiscaux, regroupant 232 personnes. La médiane du revenu disponible par unité de consommation est de 23 010 € (19 350 € dans le département).

### Emploi
|                | 2008   | 2013   | 2018   |
| -------------- | ------ | ------ | ------ |
| Commune        | 4,8 %  | 9,4 %  | 10,1 % |
| Département    | 10,3 % | 12,9 % | 13,3 % |
| France entière | 8,3 %  | 10 %   | 10 %   |

En 2018, la population âgée de 15 à 64 ans s'élève à 156 personnes, parmi lesquelles on compte 72,3 % d'actifs (62,2 % ayant un emploi et 10,1 % de chômeurs) et 27,7 % d'inactifs,. En  2018, le taux de chômage communal (au sens du recensement) des 15-64 ans est inférieur à celui du département, mais supérieur à celui de la France, alors qu'en 2008 il était inférieur à celui de la France.
La commune fait partie de la couronne de l'aire d'attraction de Perpignan, du fait qu'au moins 15 % des actifs travaillent dans le pôle,. Elle compte 43 emplois en 2018, contre 33 en 2013 et 25 en 2008. Le nombre d'actifs ayant un emploi résidant dans la commune est de 106, soit un indicateur de concentration d'emploi de 40,3 % et un taux d'activité parmi les 15 ans ou plus de 55,5 %.
Sur ces 106 actifs de 15 ans ou plus ayant un emploi, 31 travaillent dans la commune, soit 29 % des habitants. Pour se rendre au travail, 88 % des habitants utilisent un véhicule personnel ou de fonction à quatre roues, 3 % s'y rendent en deux-roues, à vélo ou à pied et 9 % n'ont pas besoin de transport (travail au domicile).

### Activités hors agriculture

#### Secteurs d'activités
21 établissements sont implantés  à Montauriol au 31 décembre 2019.
Le secteur du commerce de gros et de détail, des transports, de l'hébergement et de la restauration est prépondérant sur la commune puisqu'il représente 23,8 % du nombre total d'établissements de la commune (5 sur les 21 entreprises implantées  à Montauriol), contre 30,5 % au niveau départemental.

### Agriculture
|               | 1988 | 2000 | 2010 | 2020 |
| ------------- | ---- | ---- | ---- | ---- |
| Exploitations | 16   | 8    | 6    | 7    |
| SAU (ha)      | 127  | 158  | 174  | 283  |

La commune est dans les « Vallespir et Albères », une petite région agricole située dans le sud du département des Pyrénées-Orientales. En 2020, l'orientation technico-économique de l'agriculture  sur la commune est la viticulture. Sept exploitations agricoles ayant leur siège dans la commune sont dénombrées lors du recensement agricole de 2020 (16 en 1988). La superficie agricole utilisée est de 283 ha,,.

## Culture locale et patrimoine

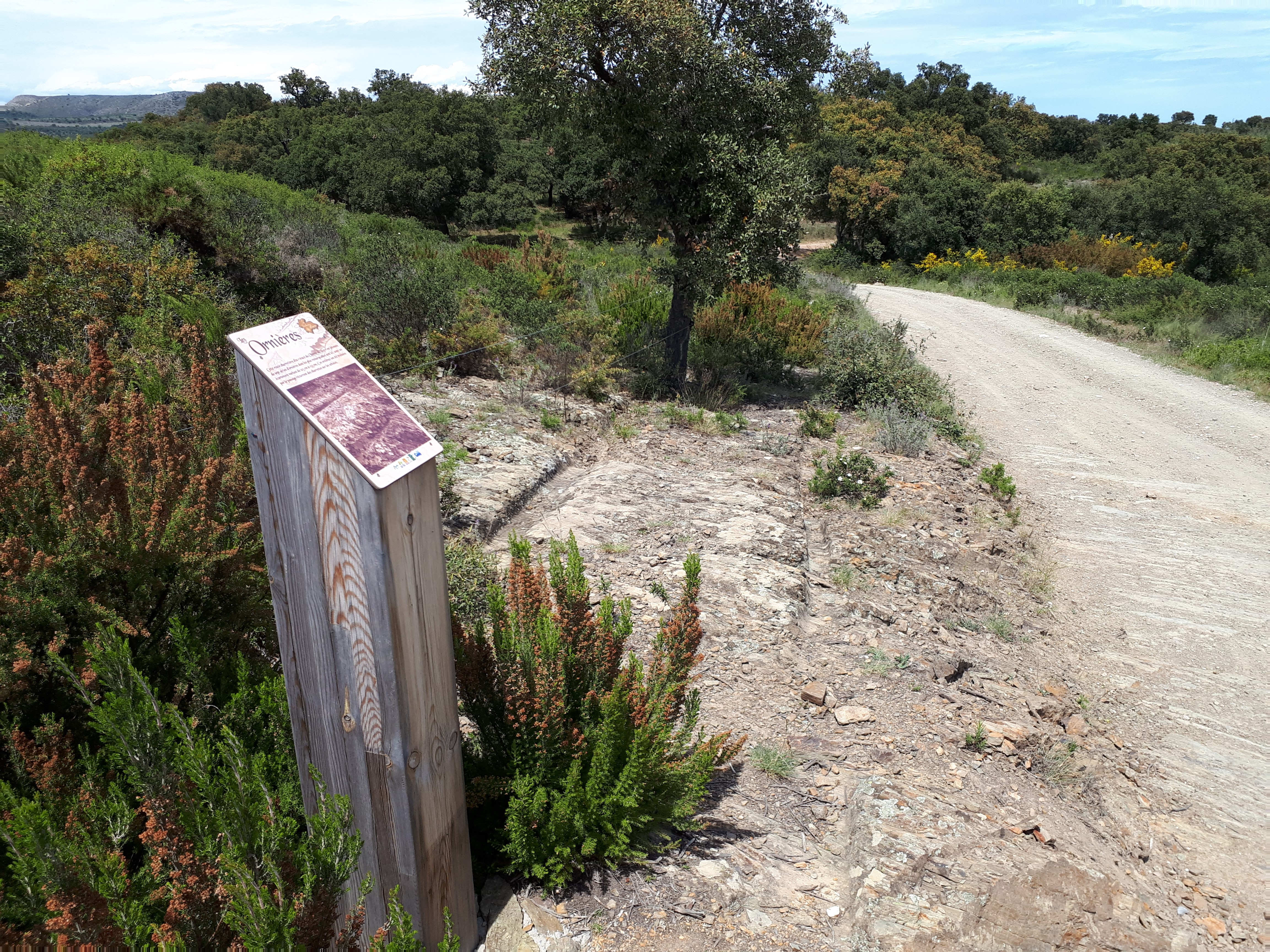
Les ornières de la route charretière

### Monument et lieux touristiques
- Église Saint-Amans de Montauriol, église romane.
- Église Saint-Saturnin de Montauriol, église préromane remaniée à l'époque romane. ( Classé MH (1984))
- Église Saint-Michel de Montauriol.
- Église Sainte-Marie de Montauriol.
- Route charretière dite romaine - ornières avec écartement de 125–135 cm sur les hauteurs au nord du village de Montauriol (le "Chemin du Fer"), qui s'agit d'un tracé d'une voie charretière qui reliait les anciennes mines de Batère à la via Conflentana (Llupia) et à Illiberis (Elne).

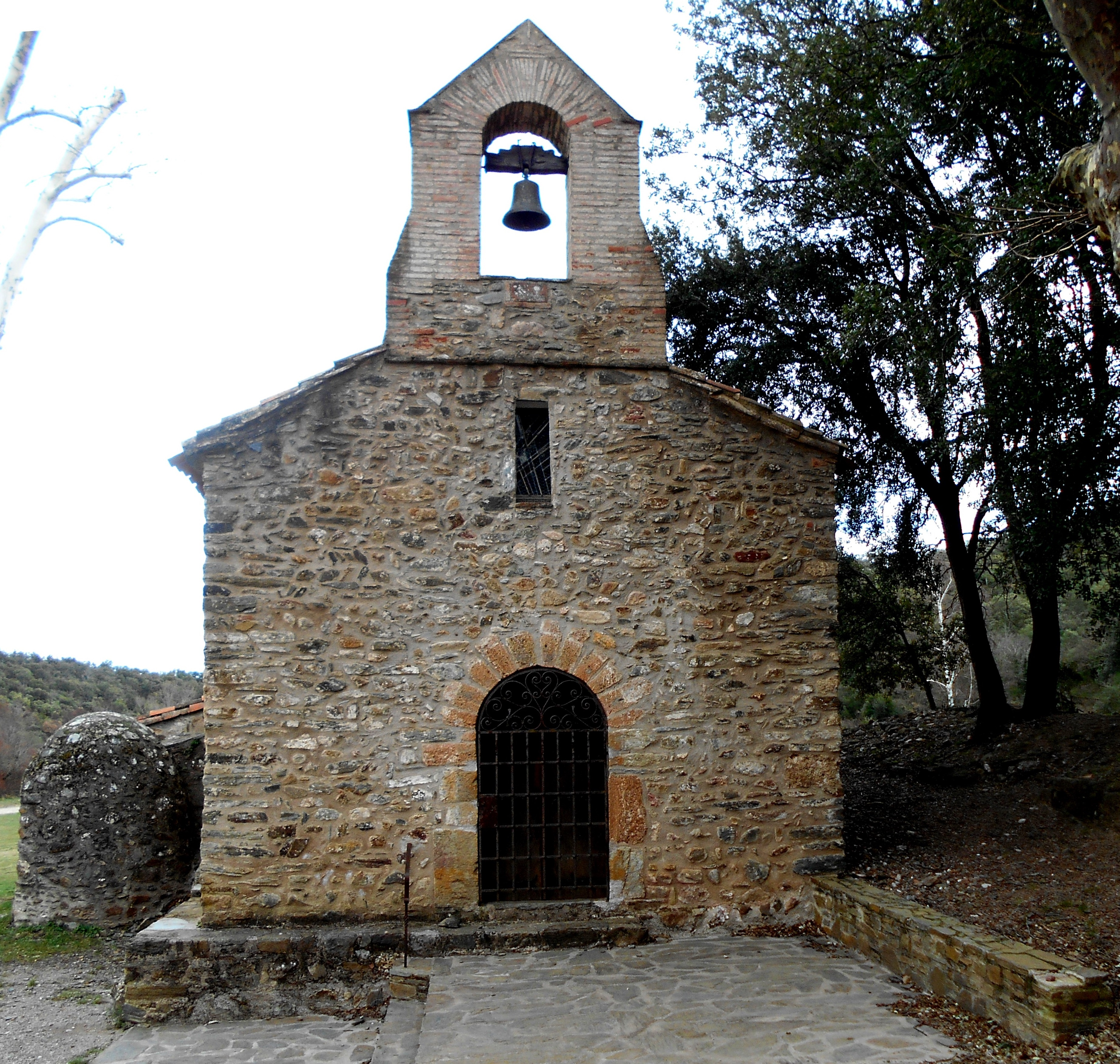
Église Saint-Amans
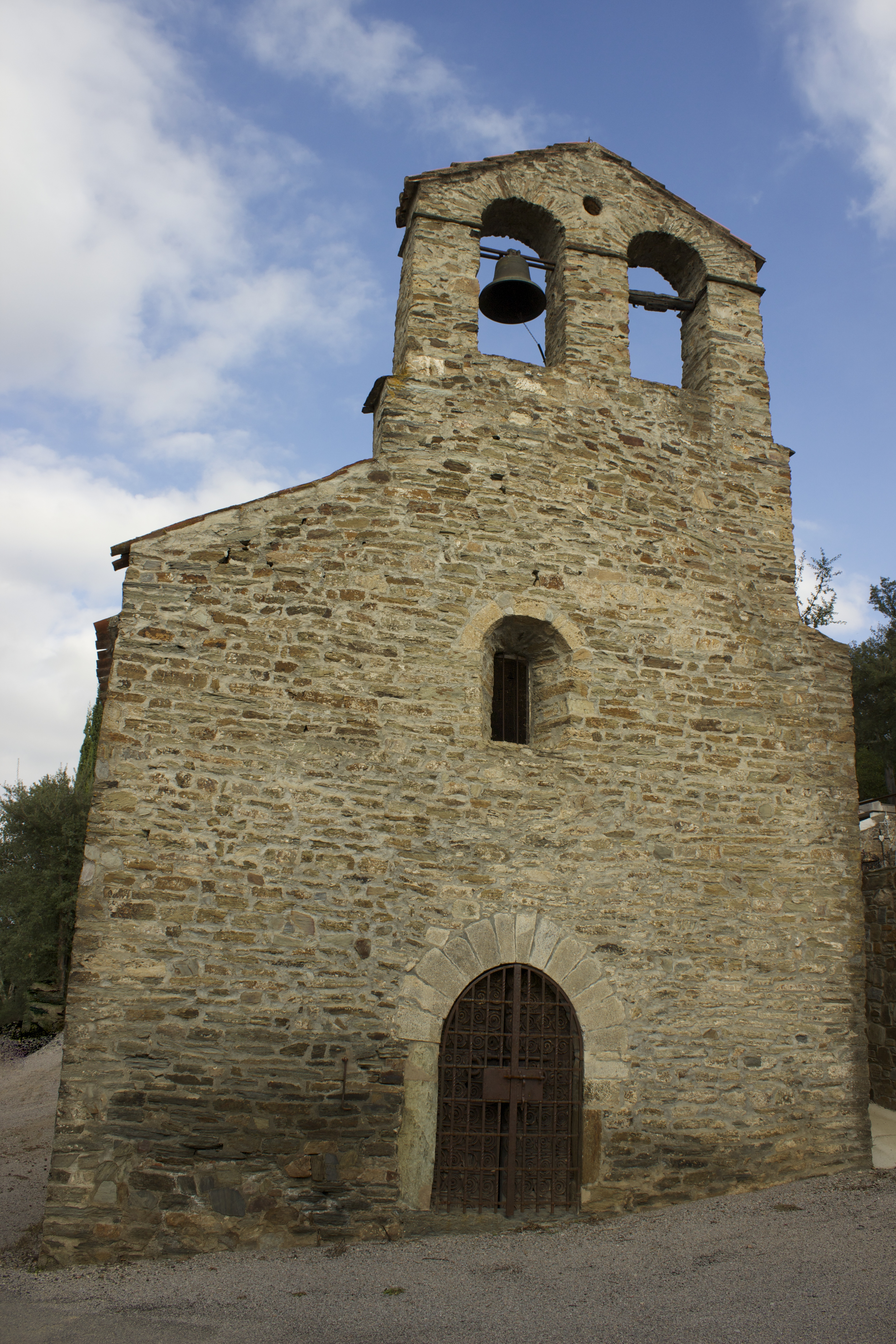
Église Saint-Saturnin
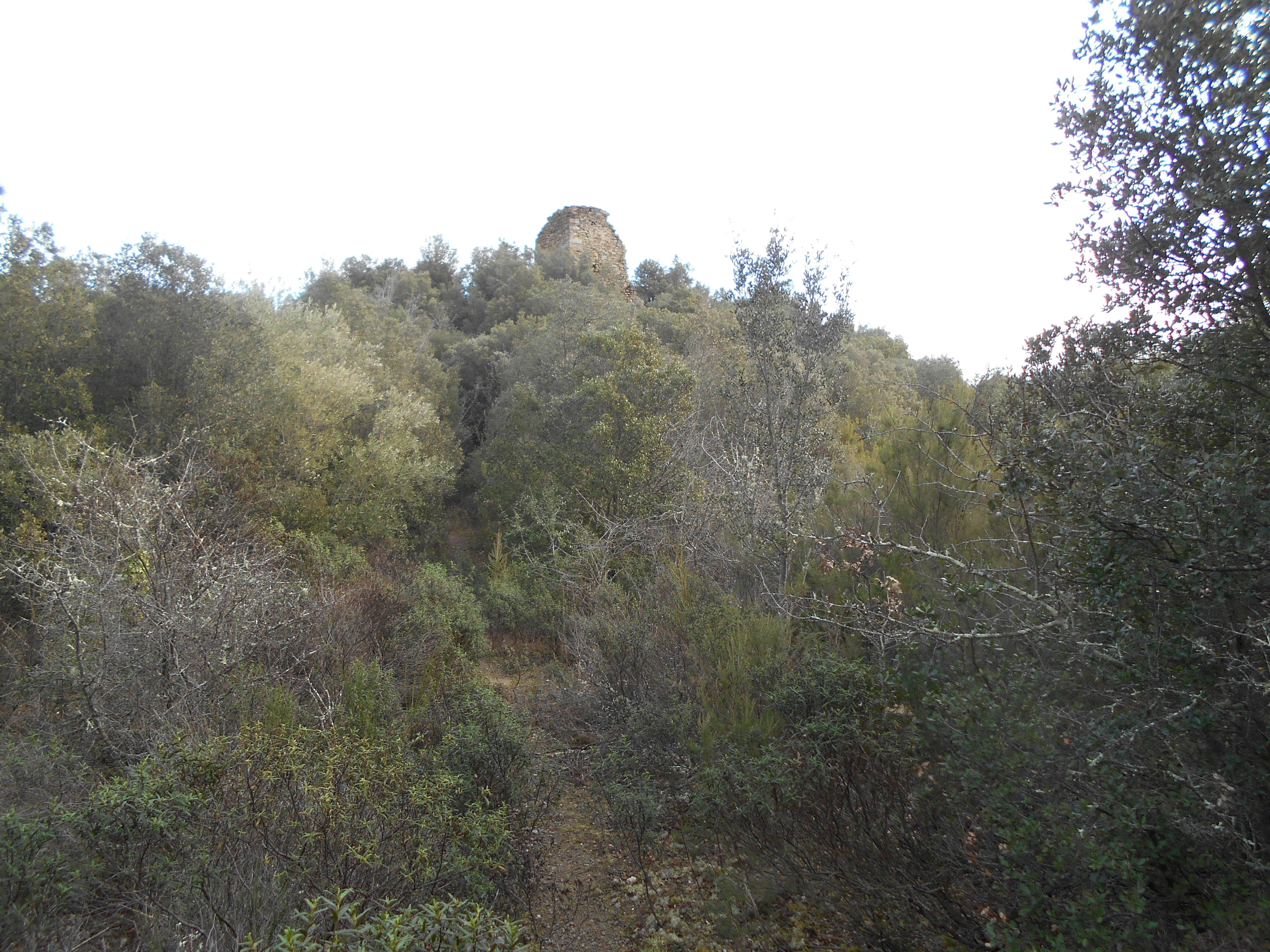
Église Saint-Michel
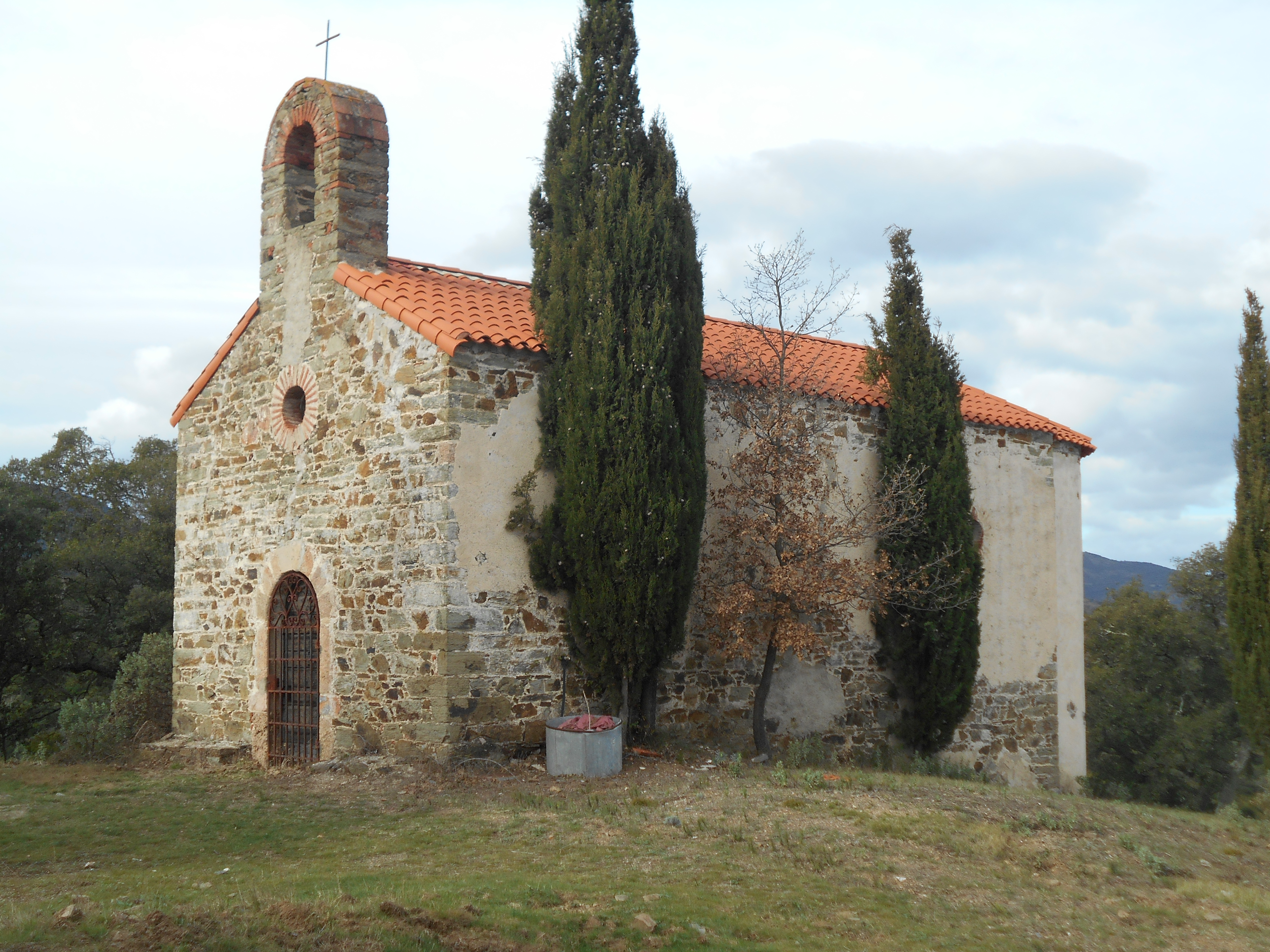
Église Sainte-Marie

### Personnalités liées à la commune
- Françoise Claustre (1937-2006) : archéologue morte à Montauriol.